# Zwei Münchner in Hamburg
Zwei Münchner in Hamburg ist eine deutsche Fernsehserie, die von 1989 bis 1993 nach dem Buch von Karlheinz Freynik entstand und in drei Staffeln ausgestrahlt wurde. Die Serie entstand unter der Regie von Rolf von Sydow, Peter Deutsch, Celino Bleiweiß und Wilfried Dotzel. Mit Ausnahme der 87 Minuten dauernden ersten Folge hatten die einzelnen Episoden ursprünglich eine Länge von etwa 50 Minuten. Für spätere Wiederholungen wurden auf etwa 45 Minuten gekürzte Fassungen entwickelt, die zudem einen kürzeren Abspann als in der Urfassung beinhalten.

## Handlung
Julia Heininger, Abteilungsleiterin in der Zentrale der Bayernbank in München, bekommt die Aufgabe, die Bankfiliale in Hamburg zu leiten. Sie ist von dem Vorschlag zunächst nicht begeistert, da sie hinter dieser Abkommandierung in den hohen Norden ihren bayerischen Kontrahenten Dr. Ralf-Maria Sagerer vermutet. Nachdem aber viele Vorstandsmitglieder wenig Vertrauen in eine Frau als Bankdirektorin haben und Dr. Sagerer weiterhin gegen Julia Stimmung macht, schickt die Münchner Zentrale Julias Erzfeind persönlich nach Hamburg, um Julias „alternative“ und häufig sozialpolitisch motivierten Investitionen zu beobachten und einzubremsen.
Julia zieht mit ihrem 12-jährigen Sohn Maxl und ihrer resoluten Haushälterin Fanny in ein Jugendstil-Reihenhaus in Hamburg-Harvestehude in die fiktive Straße Eppendorfer Allee 35. In der Nachbarschaft wohnt der Feinkosthändler Alfred Haack, den alle nach örtlicher Manier „Vadder Haack“ nennen. Der gesellige Mittsechziger gehört bald schon zur Familie, insbesondere mit Fanny verbindet ihn eine Herzensfreundschaft.
Julia muss einsehen, dass Ralf in Wirklichkeit ein ganz patenter Kerl ist. Die beiden kommen sich trotz Ralfs italienischer Freundin Beatrice und vieler Missverständnisse bald näher. Eine wichtige Rolle spielt auch der charmante Privatbankier Thaddäus van Daalen, der seinen eigenwilligen Sohn Hendrik endlich unter die Haube bringen will. Der hätte gern Julias Herz erobert, gewinnt jedoch nur ihre Freundschaft. In Beatrice findet er schließlich die Frau fürs Leben.
Julias Verhältnis zur Bankleitung könnte nicht besser sein: Direktor Bernhard Schwaiger (Hans Reiser) heiratet schon bald nach dem Tod seiner Frau Julias Mutter Hermine, die am Tegernsee ein schönes Hotel betreibt. Ihr größter Wunsch wäre es, wenn Julia einst ihre Nachfolge antreten würde. Ihr Hausdiener Toni (Max Grießer), der die Gäste mit der Kutsche befördert, ist ihr ein treuer Freund und Ratgeber. Auf Bergeshöhen unterhält Pater Rochus (Willy Harlander) eine Einsiedelei, ihn suchen die Heiningers immer dann auf, wenn ihnen etwas auf der Seele brennt.
In der Bank agieren der leutselige Kuno Grameier (Toni Berger), ebenfalls ein (Ober)Bayer fern der Heimat, die umtriebige Sekretärin Frau Heise (Karin Rasenack) und der diskrete wie traditionsbewusste Portier Löhlein. Sie stehen den Neuankömmlingen treu zur Seite. Ein häufiger Gast im Hause Sagerer-Heininger ist Sascha, Ralfs leichtblütiger Bruder, der sich in Hamburg als Lebenskünstler durchschlägt. Wie sein Bruder ist er leidenschaftlicher Motorradfahrer.
Immer wieder verschlägt es die Familie in die bayerischen Berge, den zweiten großen Schauplatz der Serie, wo sich van Daalen senior nach seinem Rückzug aus dem Geschäftsleben in die Obhut Hermines begibt. Nach Direktor Schwaigers Verrentung übernimmt der ehrgeizige und nassforsche Dr. Fiedler (Sky du Mont) das Zepter in der Münchner Zentrale. Julia, die als Kämpferin für die Interessen kleiner Leute Menschlichkeit vor Verdienststreben stellt, macht sich nach einigen couragierten Alleingängen und diversen Meinungsverschiedenheiten mit Dr. Fiedler bald selbständig. Ihre Nachfolgerin wird die aparte Managerin Dr. Kaulbach (Eva Kryll), mit der Julia nach anfänglichem Misstrauen jedoch sehr gut zurechtkommt.
Viel Ärger gibt es um Ralfs Geburtsurkunde: Er wurde nämlich in der Tschechoslowakei geboren und ohne Papiere gibt es keine Hochzeit. Dank Saschas dürftiger Tschechischkenntnisse und arger bürokratischer Hemmnisse muss sie mehrfach verschoben werden. Bald gibt es Nachwuchs: Töchterchen Marie-Therese macht Ralf erstmals zum stolzen Vater. Ein Skiurlaub mit ungeahnter Wendung, eine Kalifornienreise der besonderen Art und viele Verwicklungen mit Bankkunden halten die Fernsehfamilie auf Trab.

## Episoden

### Staffel 1 (1989)
- 1 Abschied von der Isar
- 2 Keine Experimente
- 3 Der Pakt
- 4 Von Frau zu Frau
- 5 Warteschleifen
- 6 Die Versöhnung
- 7 Was macht der Mensch nach Feierabend?
- 8 Banküberfall
- 9 Extratouren
- 10 Zum Heiraten gehören zwei
- 11 Fanny spekuliert
- 12 Die Traumreise
- 13 Ein kleiner Schritt zum Glück

### Staffel 2 (1991)
- 14 Endlich verheiratet
- 15 Die eigenen vier Wände
- 16 Flitterwochen
- 17 Ausgemustert
- 18 Die Sonntagswette
- 19 Liebe Tante Käthe
- 20 Der Mann aus Sachsen
- 21 Die Erbschaft
- 22 Medaillen für den Michel
- 23 Ein Geschäft ohne Risiko
- 24 Familienzuwachs
- 25 Endlich zu viert

### Staffel 3 (1993)
- 26 Kinder, wie die Zeit vergeht
- 27 Die Taufe am Tegernsee
- 28 Das bißchen Haushalt …
- 29 Die flotte Welle
- 30 Bank-Geheimnisse
- 31 Ein Fettnäpfchen für Frau Dr. Kaulbach
- 32 Was für eine Premiere!
- 33 Drei Enkel für van Daalen
- 34 Nesthäkchens Entführung
- 35 Tizian, der Wundertraber
- 36 Gefährliche Versuchung
- 37 Labskaus und Weißwürst’

## DVD-Veröffentlichung
Die Serie ist mittlerweile vollständig auf DVD erschienen, wobei die ursprüngliche, ungekürzte Fassung der Folgen verwendet wurde. Seit dem 19. Dezember 2005 ist die erste Staffel auf vier DVDs erhältlich, die den Pilotfilm Abschied von der Isar und zwölf Folgen enthält. Die Gesamtlaufzeit beträgt 630 Minuten. Die zweite Staffel folgte am 6. August 2007, Staffel 3 am 10. März 2008. Sie bestehen jeweils aus vier DVDs und enthalten die Folgen 13 bis 24 (Gesamtlaufzeit 607 Minuten) respektive 25 bis 37 (540 Minuten).
Im Jahr 2016 wurden die drei Staffeln in einer neuen Auflage erneut veröffentlicht.
Das am 26. Dezember 1991 erstmals ausgestrahlte und am 18. Dezember 2005 wiederholte Special Das größte Fest des Jahres – Weihnachten bei unseren Fernsehfamilien wurde am 8. Oktober 2007 als Bonusmaterial mit der 3. (DVD-)Staffel der Serie Die Schwarzwaldklinik veröffentlicht.